# Renato López
Renato López Uhthoff (Cidade do México, 11 de março de 1983 — Jilotzingo, 24 de novembro de 2016) foi um ator e músico mexicano. Protagonizou o filme Macho.
Era irmão da cantora sueca Denise Lopez.